# Ministère de l'Éducation et de la Science (Ukraine)
Pour les autres articles nationaux ou selon les autres juridictions, voir Ministère de l'Éducation.
Pour les articles homonymes, voir Ministère de la Science.
Le ministère de l’Éducation et de la Science (ukrainien :  Міністерство освіти і науки України) est un ministère du gouvernement ukrainien.

## Histoire
Le 28 juin 1917 Ivan Stechenko était secrétaire de l’Éducation du premier gouvernement Vynnytchenko de l'RPU, en 1921 le traité de Riga mettait fin aux gouvernements autonomes ukrainiens. Il réapparait le 8 juin 1992.

## Organisation

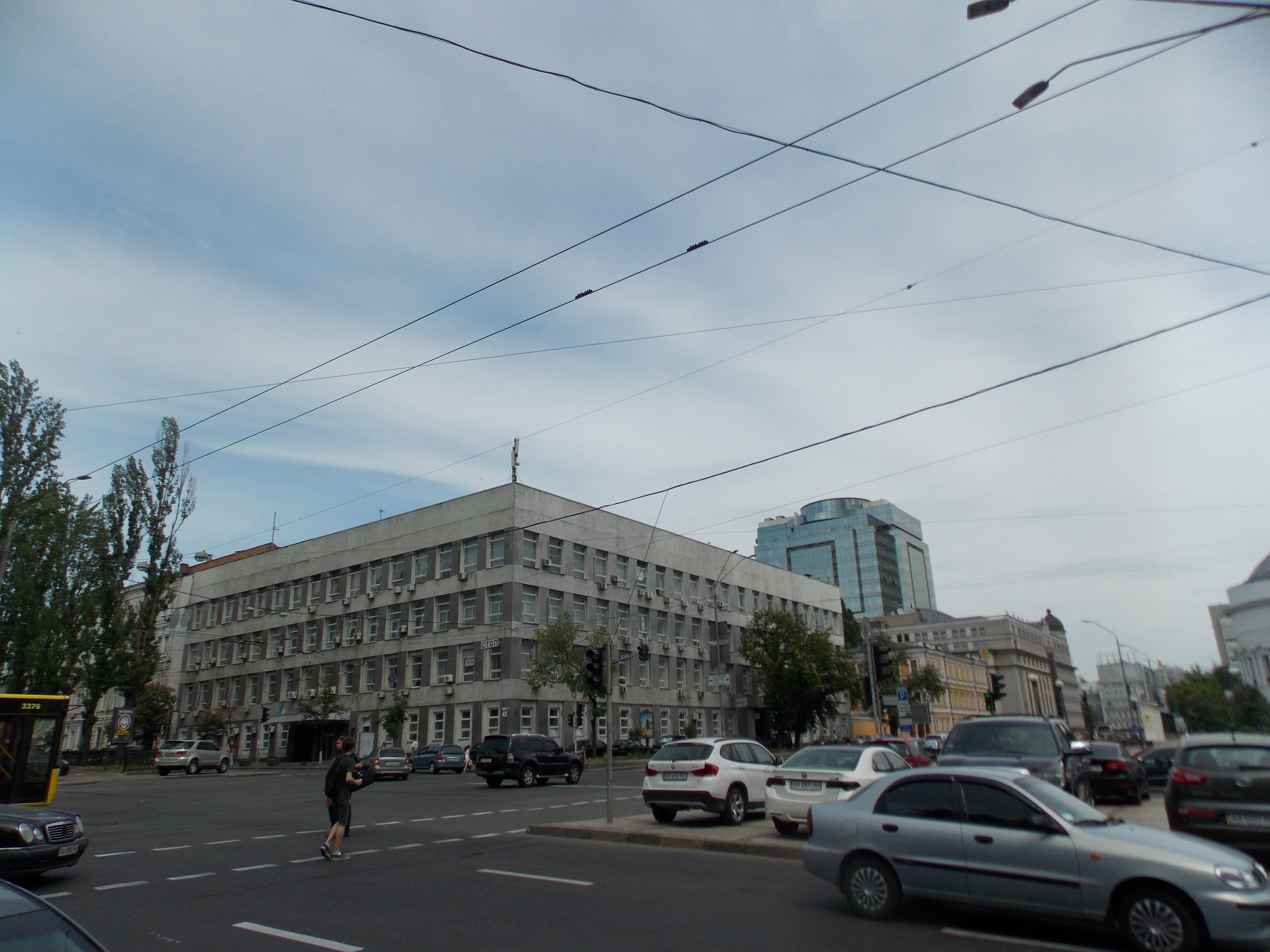
Le 16 rue Chevtchenko à Kiev.

## Ministres
- 1918 : Kievskaya Starina ;
- 1918 : Volodymyr Naoumenko ;

...
- 1991 :  Ivan Zïayoun
- 1992 à 1994 : Petro Talantchouk ;
- 1994 à 1999 : Mykhaïlo Zgourovskyi ;
- 1999 : Valentyn Zaïtchouk ;
- 1999 à 2005 : Vassil Kremen ;
- 2005 à 2007 : Stanislav Nikolaïenko ;
- 2007 à 2010 : Ivan Vakartchouk ;
- 2010 à 2014 : Dmytro Tabatchnyk ;
- 2014 à 2016 : Serhiy Kvit ;
- 2016 à 2019 : Lilia Hrynevytch ;
- 2019 à 2020 : Hanna Novossad ;
- 2020 : Youriy Polioukhovytch ;
- 2020 : Lioubomyra Mandziy ;
- 2020 à 2023 : Serhiy Chkarlet ;
- depuis le 21 mars 2023 : Oksen Lissovyi[1].